# Ernest-Frédéric Nyst
Pour les articles homonymes, voir Nyst.
Ernest-Frédéric Nyst, né à Maestricht le 19 décembre 1836 et décédé à Ivoz-Ramet, en province de Liège, le 13 septembre 1920 , est un ingénieur belge.

## Biographie
À Bruxelles, en 1866, la concession d'une ligne de tramway est confiée à Ernest-Frédéric Nyst. Ce premier tramway de belge relie le Bois de la Cambre à l'église Sainte-Marie à Schaerbeek.
En 1880 Ernest-Frédéric Nyst crée le tramway de sa ville, Liège, où une rue porte son nom. En 1888, il fonde la société des tramways Est-Ouest depuis la gare du Haut-Pré jusqu’à Cornillon. Par la suite, Frédéric Nyst augmente le nombre de lignes. Les premiers tramways étaient tirés par des chevaux, mais il introduit une nouveauté technique : l'électrification.